# Курбет, Владимир Козьмович
Владимир Козьмович Курбет (рум. Vladimir Curbet; 5 декабря 1930, Суслены, Оргеевский уезд — 8 декабря 2017, Кишинёв) — молдавский и советский балетмейстер, хореограф народного танца, педагог, фольклорист, публицист. Народный артист СССР (1981). Лауреат Государственной премии СССР (1972).

## Биография
Родился 5 декабря 1930 года (по другим источникам — 19 сентября 1929 года) в селе Суслены (ныне — в Оргеевском районе, Молдавия).
В детстве увлекался народными песнями и танцами. Его отчим Козьма Курбет был трубачом и руководителем оркестра народных музыкантов.
В 1949—1953 годах — художественный руководитель любительского танцевального коллектива Сусленского районного Дома культуры, в 1953—1957 — руководитель ансамбля народного танца в селе Карагаш Слободзейского района.
В 1966 году окончил Кишинёвское музыкальное училище имени Штефана Няги (ныне Музыкальный колледж имени Штефана Няги).
С 1957 года — хореограф-репетитор, с 1958 и до конца жизни — художественный руководитель и главный балетмейстер Молдавского национального академического ансамбля народного танца «Жок».
Умер 8 декабря 2017 года в Кишинёве. Похоронен на Центральном (Армянском) кладбище.

## Профессиональная деятельность
За время работы в ансамбле подготовил 8 концертных программ (около 80 танцев). Поставил множество народных танцев. Среди них: «Танец кузнецов» «Сырба», «Брыул», «Бэтута», «Молодецкая», «Гайдукская», «Хора девушек», «Мэрунцика», «Крэицеле», «Молдовеняска», «Цэрэняска», «Рэзэшяска», «Хора маре», «Кэлушары», «Виоара», музыкально-хореографическая поэма «Дрэгаика», хореографические сюиты «Букурия», «Легенда о Мэрцишоре», «Дойна», «Миорица», «Молдавская свадьба», «Карпаты», дуэты «У родника», «На винограднике» и др.
Гастролировал с ансамблем за рубежом в более 70 странах мира: Россия, Болгария, Чехия, Бельгия, Бразилия, Австрия, Египет, Италия, Франция, Канада, Португалия, Румыния, Германия, Китай, Индия, Украина, Испания, Австралия, Греция, Турция и др.
В качестве хореографа участвовал в постановке спектакля «Птицы нашей молодости» по одноимённой драме Иона Друцэ (Малый театр, Москва), кинофильмов «Её величество — Хора» и «Красные поляны» («Молдова-фильм»), «Свадьба в Малиновке» («Ленфильм»).
Собиратель молдавского фольклора (более 6 000 песен и танцевальных народных мелодий), занимался его изучением и сценическим воплощением.
Опубликовал серию статей, очерков и книг по специфике, происхождению, истории и манере исполнения молдавских народных танцев, о сохранении и творческом развитии молдавских народных обычаев и традиций. Автор антологий: «На родине хор», «Хранители народного искусства», «Всё в песне ищу утешения», «Так танцуют у нас» и «У входа в пещеру сокровищ».
Принимал участие в качестве члена жюри в художественных Фестивалях в Болгарии и Германии.
Член КПСС с 1973 года.

## Награды и звания
- Народный артист Молдавской ССР (1967)[9]
- Народный артист СССР (1981)[9]
- Государственная премия СССР в области литературы, искусства и архитектуры (1972) — за концертную программу 1970—1971 годов заслуженного коллектива Молдавской ССР ГАНТ «Жок»[10]
- Национальная премия Республики Молдова (2012, Правительство Республики Молдова)[11][12]
- Два ордена Трудового Красного Знамени (в том числе 8 июня 1960)[9]
- Орден Дружбы народов (1980) — за большую работу по подготовке и проведению Игр XXII Олимпиады[13]
- Орден Республики (Республика Молдова) (1992)[9]
- Орден «Богдан-Основатель» (2017)[14][15]
- Медаль «Михай Эминеску» (2000)[16]
- Золотая медаль «За творчество» (Всемирная организация интеллектуальной собственности, 2013)
- Почётный гражданин Кишинёва (2014)[17]

## В литературе
В 2015 году была выпущена библиография — Два явления национальной культуры: маэстро Владимир Курбет и ансамбль «Жок».

## В филателии
В 2015 году Почта Молдовы выпустила почтовую марку, посвящённую 85-летию Владимира Курбета. Тираж составил 5 000 штук.